# .gs
A .gs Déli-Georgia és Déli-Sandwich-szigetek internetes legfelső szintű tartomány azonosítója, melyet 1997-ben hoztak létre. Legismertebb oldala a Yahoo által szerkesztett blo.gs